# 1 Night in Paris
Ne pas confondre avec le Film de concert de Depeche Mode One Night in Paris
 Pour plus de détails, voir Fiche technique et Distribution
1 Night in Paris (Traduction : Une nuit dans Paris) est une sextape de 2004 montrant les ébats de Paris Hilton et de son compagnon d'alors, Rick Salomon.

## Synopsis
Le film 1 Night in Paris est une vidéo pornographique, restituant les ébats sexuels de Paris Hilton et Rick Salomon. Le film commence par un hommage aux morts des attentats du 11 septembre 2001. Le film commence par une partie en vision nocturne puis une autre en couleur. Entre les séquences des personnes font des commentaires dans une autre salle.

## Fiche technique
- Titre : 1 Night in Paris
- Réalisation : Rick Salomon
- Scénario :
- Production : Rick Salomon
- Société de production :
- Distribution : Red Light District Video
- Format : couleur
- Langue : anglais
- Pays d'origine :  États-Unis
- Genre : film pornographique
- Durée : 62 minutes
- Date de sortie :
  - Danemark : 9 juin 2004
  - États-Unis : 15 juin 2004

## Distribution

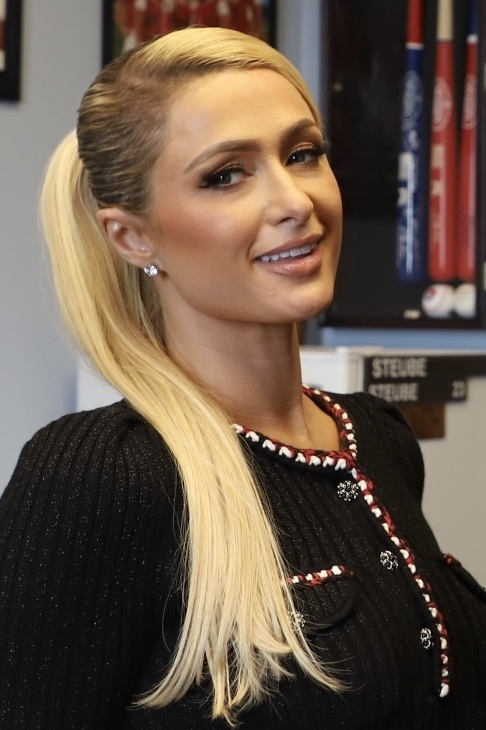
Paris Hilton.

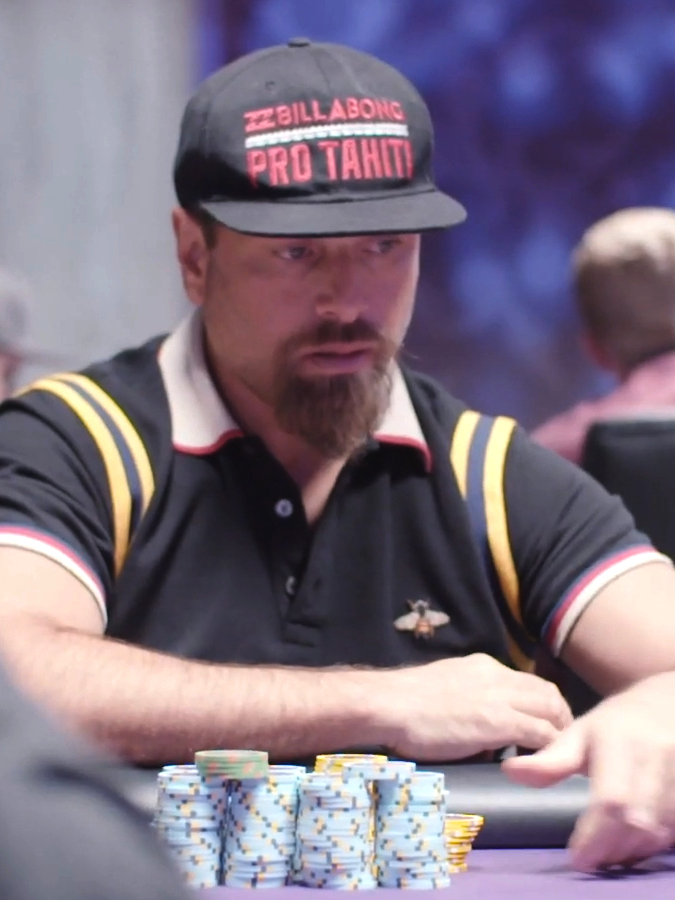
Rick Salomon.

- Paris Hilton.Paris Hilton
- Rick Salomon.Rick Salomon

## Autour du film
1 Night in Paris, diffusé sur Internet par Salomon lui-même peu avant le début de la série télévisée de Hilton The Simple Life, a fait sensation. Paris Hilton a poursuivi Salomon en justice. En juillet 2005, elle obtient gain de cause et obtient 400 000 dollars et un pourcentage des bénéfices, dont elle reverse une partie à des associations caritatives. La vidéo originelle, ainsi que sa version DVD, circulent toujours sur Internet. La vidéo reçoit les AVN Award de « Best Selling Title of the Year » (« titre le plus vendeur de l'année »), « Best Renting Title of the Year » (« titre le plus loué de l'année ») et « Best Overall Marketing Campaign – Individual Project » (« meilleure campagne promotionnelle - projet individuel »).
Ce film est distribué par Red Light District Video, une entreprise qui produit et distribue des vidéos pornographiques. Cette compagnie a de bons rapports avec Rick Salomon qui tourne régulièrement des présentations de ses produits.

## Récompenses et distinctions
- 2008 : F.A.M.E. Awards (Favorite Celebrity Sex Tape)[5]
- 2005 : AVN Award[4]
  - Best Overall Marketing Campaign - Individual Project
  - Best Renting Title of the Year
  - Best Selling Title of the Year